# 1975年の日本ハムファイターズ
1975年の日本ハムファイターズ（1975ねんのにっぽんハムファイターズ）では、1975年の日本ハムファイターズの動向をまとめる。
このシーズンの日本ハムファイターズは、中西太監督の2年目のシーズンである。

## 概要
ファイターズとして2年目のシーズンを迎え、三原脩球団社長は本格的にチーム改造に着手、大杉勝男を内田順三・小田義人との交換でヤクルトへ、白仁天を東田正義との交換で太平洋へ、大下剛史を上垣内誠・渋谷通との交換で広島へそれぞれ放出。こうして張本勲を除く東映時代の主力打者を一掃した打線は小田が最後まで首位打者を争ったが太平洋の白に5毛差及ばず2位、一方で前年の首位打者張本は.275と振るわず、チーム本塁打はちょうど100本で優勝の阪急と43本差の最下位。また投手陣は高橋直樹が東尾修、鈴木啓示に次ぐ17勝をマーク、野村収も11勝止まりながら22勝の鈴木と共に最高勝率のタイトルを獲得したが、チーム防御率は3.89のリーグ最下位。チームは前期・後期ともに4位で借金を1ケタにとどめたものの、総合では南海に勝率で1厘及ばず2年連続の最下位となり、中西監督は三原球団社長により解任された。シーズン終了後、張本も高橋一三・富田勝との交換で巨人へ放出となり、新たに大沢啓二を監督に迎えチームの再構築が始まることになる。

## チーム成績

### レギュラーシーズン
| 1    | 二   | 阪本敏三   |
| 2    | 中   | 内田順三   |
| 3    | 左   | 張本勲     |
| 4    | 三   | ジェスター |
| 5    | 指   | 東田正義   |
| 6    | 右   | 千藤三樹男 |
| 7    | 捕   | 高橋博士   |
| 8    | 一   | 渋谷通     |
| 9    | 遊   | 菅野光夫   |
| 投手 | 投手 | 高橋直樹   |

| 順位 | 4月終了時 | 4月終了時 | 5月終了時 | 5月終了時 | 前期成績 | 前期成績 |
| ---- | --------- | --------- | --------- | --------- | -------- | -------- |
| 1位  | 阪急      | --        | 阪急      | --        | 阪急     | --       |
| 2位  | 太平洋    | 2.5       | 太平洋    | 2.5       | 太平洋   | 6.0      |
| 3位  | ロッテ    | 3.5       | 近鉄      | 3.5       | 近鉄     | 6.0      |
| 4位  | 近鉄      | 3.5       | ロッテ    | 7.0       | 日本ハム | 8.0      |
| 5位  | 日本ハム  | 4.0       | 日本ハム  | 7.0       | 南海     | 9.0      |
| 6位  | 南海      | 4.5       | 南海      | 10.0      | ロッテ   | 10.0     |

| 順位 | 7月終了時 | 7月終了時 | 8月終了時 | 8月終了時 | 後期成績 | 後期成績 |
| ---- | --------- | --------- | --------- | --------- | -------- | -------- |
| 1位  | 近鉄      | --        | 近鉄      | --        | 近鉄     | --       |
| 2位  | ロッテ    | --        | ロッテ    | 3.0       | ロッテ   | 9.5      |
| 3位  | 阪急      | --        | 太平洋    | 4.5       | 南海     | 11.5     |
| 4位  | 日本ハム  | 1.0       | 日本ハム  | 5.5       | 太平洋   | 12.5     |
| 5位  | 南海      | 2.0       | 阪急      | 5.5       | 日本ハム | 12.5     |
| 6位  | 太平洋    | 3.0       | 南海      | 8.5       | 阪急     | 14.0     |

| 順位 | 球団                   | 勝 | 敗 | 分 | 勝率  | 差   |
| 1位  | 阪急ブレーブス         | 38 | 25 | 2  | .603  | 優勝 |
| 2位  | 太平洋クラブライオンズ | 30 | 29 | 6  | .5085 | 6.0  |
| 3位  | 近鉄バファローズ       | 31 | 30 | 4  | .5082 | 6.0  |
| 4位  | 日本ハムファイターズ   | 27 | 30 | 8  | .474  | 8.0  |
| 5位  | 南海ホークス           | 27 | 32 | 6  | .458  | 9.0  |
| 6位  | ロッテオリオンズ       | 27 | 34 | 4  | .443  | 10.0 |

| 順位 | 球団                   | 勝 | 敗 | 分 | 勝率 | 差   |
| 1位  | 近鉄バファローズ       | 40 | 20 | 5  | .667 | 優勝 |
| 2位  | ロッテオリオンズ       | 32 | 31 | 2  | .508 | 9.5  |
| 3位  | 南海ホークス           | 30 | 33 | 2  | .476 | 11.5 |
| 4位  | 日本ハムファイターズ   | 28 | 33 | 4  | .459 | 12.5 |
| 4位  | 太平洋クラブライオンズ | 28 | 33 | 4  | .459 | 12.5 |
| 6位  | 阪急ブレーブス         | 26 | 34 | 5  | .433 | 14.0 |

| 順位 | 球団                   | 勝 | 敗 | 分 | 勝率 | 差   |
| 1位  | 阪急ブレーブス         | 64 | 59 | 7  | .520 | 優勝 |
| 2位  | 近鉄バファローズ       | 71 | 50 | 9  | .587 | -8.0 |
| 3位  | 太平洋クラブライオンズ | 58 | 62 | 10 | .483 | 4.5  |
| 4位  | ロッテオリオンズ       | 59 | 65 | 6  | .476 | 5.5  |
| 5位  | 南海ホークス           | 57 | 65 | 8  | .467 | 6.5  |
| 6位  | 日本ハムファイターズ   | 55 | 63 | 12 | .466 | 6.5  |

*優勝はプレーオフで決定。2位以下はプレーオフの結果に関係なく勝率順で決定

## オールスターゲーム1975
| ファン投票 | 張本勲   |
| 監督推薦   | 高橋直樹 |

## できごと
- 3月26日 - MLBニューヨーク・ヤンキースとの技術援助協定の締結を発表[3]。
- 4月20日 - 張本勲が川崎球場での対ロッテ5回戦の7回表に1号3ランを放ち、プロ通算400本塁打を達成[4]。
- 4月26日 - 阪本敏三が対阪急6回戦の7回表に安打を放ち、プロ通算1000安打を達成[5]。
- 4月27日 - 張本勲が西宮球場での対阪急7回戦の六回表に二盗を決め、プロ通算300盗塁を達成[6]。
- 5月18日 - 張本勲が鳴門球場での対阪急9回戦ダブルヘッダー第1試合の8回裏に二塁打を放ち、プロ通算4000塁打を達成[7]。
- 8月28日 - 東田正義が平和台球場での対太平洋後期12回戦の6回表に6号本塁打を放ち、プロ通算100本塁打を達成[8]。
- 9月13日 - 張本勲が後楽園球場での対ロッテ後期11回戦の6回裏に安打を放ってシーズン100本目の安打となり、17年連続100安打を達成、長島茂雄のプロ野球記録と並ぶ[9]。
- 10月18日 - 六本木の球団事務所で中西太の監督解任を発表[10]。
- 10月24日 - 大沢啓二の監督就任を発表[11]。
- 11月25日 - 巨人と日本ハムは、日本ハムの張本勲と巨人の高橋一三、富田勝との1対2の交換トレードが成立したと発表[12]。

## 表彰選手
| リーグ・リーダー | リーグ・リーダー | リーグ・リーダー | リーグ・リーダー |
| 選手名           | タイトル         | 成績             | 回数             |
| ---------------- | ---------------- | ---------------- | ---------------- |
| 野村収           | 最高勝率         | .786             | 初受賞           |

| ベストナイン         |
| -------------------- |
| 選出なし             |
| ダイヤモンドグラブ賞 |
| 選出なし             |

## ドラフト
| 順位 | 選手名   | ポジション | 所属       | 結果 |
| ---- | -------- | ---------- | ---------- | ---- |
| 1位  | 福島秀喜 | 投手       | 丹羽鉦電機 | 入団 |
| 2位  | 行沢久隆 | 内野手     | 中央大学   | 入団 |
| 3位  | 中村武義 | 投手       | 丹羽鉦電機 | 入団 |
| 4位  | 鍵谷康司 | 内野手     | 大昭和製紙 | 入団 |
| 5位  | 中山信博 | 捕手       | 関東第一高 | 入団 |
| 6位  | 宮本好宣 | 投手       | 西濃運輸   | 入団 |